# ريوتا ناكامورا
ريوتا ناكامورا (باليابانية: 中村 亮太) (مواليد 28 يناير 1991)، هو لاعب كرة قدم ياباني سابق كان يلعب كمهاجم.

## وصلات خارجية
- ريوتا ناكامورا على موقع رابطة كرة القدم اليابانية للمحترفين (اليابانية)
- ريوتا ناكامورا على موقع قاعدة بيانات كرة القدم.إي يو (الإنجليزية)
- ريوتا ناكامورا على موقع Soccerway.com (الإنجليزية)
- ريوتا ناكامورا على موقع عالم كرة القدم.نت (الإنجليزية)